# Виноградівський район
Виногра́дівський райо́н — колишній район у південній частині Закарпатської області. Населення становить 120 013 осіб (на 1.08.2013). Площа — 697 км². Адміністративний центр місто Виноградів.
Межував на півночі з колишнім Іршавським, на сході — з колишнім Хустським, а на заході — з колишнім Берегівським районами. На півдні району проходить кордон України з Румунією, а на південному заході — з Угорщиною. Районний центр — Виноградів. Ліквідований у липні 2020 року, у зв'язку з проведенням адміністративно-територіальної реформи та включений до складу новоутвореного укрупненого Берегівського району, до якого також увійшли колишній Берегівський та частина Іршавського районів

## Географія
Район розташований у трьох рельєфо-кліматичних зонах: Закарпатській низовині, Закарпатському передгір'ї та південно-західних відрогах Українських Карпат, і має переважно рівнинний рельєф. Абсолютна висота від 105 до 660 м над рівнем моря.
Завдяки тому, що Карпатські гори добре захищають район від холодних північних повітряних мас, клімат тут помірно континентальний: відносно жарке літо і м'яка малосніжна зима. Середньорічна температура повітря 8,8—9,3 °С. Середня температура в липні 22—25 °С, у січні — 3—4 °С. Опадів випадає 600—800 мм на рік, найбільше в травні і червні. Зима коротка: починається в середині грудня і триває 2,5—3 місяці; часто бувають відлиги, сніговий покрив нестійкий і малопотужний.
Протікають річки Тиса, яка ділить район навпіл (довжина течії 42 км), Боржава, Батар, Салва (Бальба). Є декілька великих водоймищ, де розводять рибу. Унаслідок цього з давніх-давен тут склалися надзвичайно сприятливі умови для розвитку сільського господарства і тваринництва. Тут вирощують такі теплолюбні культури як абрикоси, виноград, персики, тютюн.
Лісів мало. Вони займають всього трохи більше 14 % площі району. Основні породи дерев: дуб, бук, граб, береза, ясен. Ростуть рідкісні рослини. Є тварини і плазуни, які занесені до Червоної книги України або зустрічаються дуже рідко. Це ковила найгарніша, ясен білоцвітний, шафран Гейфеля, липа повстиста, айва кущова, півники німецькі і угорські, лісовий кіт, полоз лісовий, чорна лелека. З метою збереження цього багатства і краси у районі створено два флористичні заповідники — Чорна Гора площею 772 га і Юлівська Гора — 176 га. В лісах є багато цінних дикоростучих плодів: кизил, шипшина, чорноплідна горобина, червона калина тощо.
Адміністративним центром є місто Виноградів. Воно розташоване за 107 км від обласного центру — м. Ужгорода, 15 км від кордону з Румунією та 15 км від кордону з Угорщиною. Серед населених пунктів району, крім Виноградова, є ще 49 населених пунктів: два селища міського типу — Вилок та Королево, а також 47 сіл.

## Транспорт
Територією району проходить низка важливих автошляхів, серед них E58 та E81.

## Історія
Район було утворено 9 листопада 1953 року і ліквідовано 19 липня 2020 року.

## Адміністративний устрій
Адміністративно-територіально район поділвся на 1 міську раду, 2 селищні ради та 29 сільських рад, які об'єднували 50 населених пунктів. Адміністративним центром було місто Виноградів.

## Населення
Розподіл населення за віком та статтю (2001):
| Стать | Всього | До 15 років | 15-24 | 25-44  | 45-64  | 65-85 | Понад 85 |
| --- | ------ | ----------- | ----- | ------ | ------ | ----- | -------- |
| Чоловіки | 56 924 | 13 987      | 9922  | 17 802 | 11 272 | 3826  | 115      |
| Жінки | 61 032 | 13 543      | 9586  | 17 548 | 13 169 | 6880  | 306      |
| \| Статево-вікова піраміда \| Статево-вікова піраміда \| Статево-вікова піраміда \| \| ----------------------- \| ----------------------- \| ----------------------- \| \| Чоловіки \| Вік \| Жінки \| \| 115 \| 85 + \| 306 \| \| 260 \| 80-84 \| 550 \| \| 682 \| 75-79 \| 1445 \| \| 1181 \| 70-74 \| 2286 \| \| 1703 \| 65-69 \| 2599 \| \| 2089 \| 60-64 \| 3007 \| \| 2140 \| 55-59 \| 2636 \| \| 3376 \| 50-54 \| 3667 \| \| 3667 \| 45-49 \| 3859 \| \| 4684 \| 40-44 \| 4773 \| \| 4120 \| 35-39 \| 4157 \| \| 4315 \| 30-34 \| 4137 \| \| 4683 \| 25-29 \| 4481 \| \| 4806 \| 20-24 \| 4510 \| \| 5116 \| 15-20 \| 5076 \| \| 5255 \| 10-14 \| 5157 \| \| 4768 \| 5-9 \| 4508 \| \| 3964 \| 0-4 \| 3878 \| |        |             |       |        |        |       |          |
| Статево-вікова піраміда |        |             |       |        |        |       |          |
| Чоловіки | Вік    | Жінки       |       |        |        |       |          |
| 115 | 85 +   | 306         |       |        |        |       |          |
| 260 | 80-84  | 550         |       |        |        |       |          |
| 682 | 75-79  | 1445        |       |        |        |       |          |
| 1181 | 70-74  | 2286        |       |        |        |       |          |
| 1703 | 65-69  | 2599        |       |        |        |       |          |
| 2089 | 60-64  | 3007        |       |        |        |       |          |
| 2140 | 55-59  | 2636        |       |        |        |       |          |
| 3376 | 50-54  | 3667        |       |        |        |       |          |
| 3667 | 45-49  | 3859        |       |        |        |       |          |
| 4684 | 40-44  | 4773        |       |        |        |       |          |
| 4120 | 35-39  | 4157        |       |        |        |       |          |
| 4315 | 30-34  | 4137        |       |        |        |       |          |
| 4683 | 25-29  | 4481        |       |        |        |       |          |
| 4806 | 20-24  | 4510        |       |        |        |       |          |
| 5116 | 15-20  | 5076        |       |        |        |       |          |
| 5255 | 10-14  | 5157        |       |        |        |       |          |
| 4768 | 5-9    | 4508        |       |        |        |       |          |
| 3964 | 0-4    | 3878        |       |        |        |       |          |

За результатами Всеукраїнського перепису населення 2001 року в районі проживало 118 000 чоловік, за національним складом населення поділялося так:
| національність | чисельність | частка |
| -------------- | ----------- | ------ |
| Українці       | 84263       | 71,4 % |
| Угорці         | 30874       | 26,2 % |
| Росіяни        | 1425        | 1,2 %  |
| Цигани         | 920         | 0,8 %  |
| Білоруси       | 97          | 0,1 %  |
| Словаки        | 60          | 0,1 %  |
| Німці          | 34          | 0,0 %  |
| Румуни         | 22          | 0,0 %  |

Історична динаміка національного складу району за даними переписів населення:
|          | 1959   | 1989   | 2001   |
| -------- | ------ | ------ | ------ |
| Українці | 65,3 % | 71,5 % | 71,4 % |
| Угорці   | 30,0 % | 24,8 % | 26,2 % |
| Росіяни  | 2,1 %  | 2,1 %  | 1,2 %  |

Етномовний склад населених пунктів району (рідна мова населення)
|                       | українська | угорська | російська |
| Виноградівський район | 72,0       | 26,3     | 1,3       |
| --------------------- | ---------- | -------- | --------- |
| м. Виноградів         | 82,1       | 13,5     | 3,8       |
| смт Вилок             | 16,8       | 81,5     | 1,3       |
| смт Королево          | 93,6       | 5,2      | 1,2       |
| с. Боржавське         | 99,8       | 0,1      | 0,1       |
| с. Букове             | 99,2       | 0,1      | 0,7       |
| с. Великі Ком'яти     | 99,5       | 0,1      | 0,4       |
| с. Велика Паладь      | 2,6        | 97,3     | 0,1       |
| с. Фертешолмаш        | 2,9        | 96,7     | 0,3       |
| с. Велика Копаня      | 99,4       | 0,1      | 0,4       |
| с. Вербовець          | 5,5        | 94,1     | 0,3       |
| с. Чорний потік       | 3,5        | 95,3     | 0,6       |
| с. Веряця             | 98,3       | 0,8      | 0,7       |
| с. Горбки             | 99,8       |          | 0,2       |
| с. Дротинці           | 98,9       | 0,5      | 0,6       |
| с. Неветленфолу       | 11,8       | 86,8     | 1,1       |
| с. Ботар              | 3,1        | 96,3     | 0,3       |
| с. Оклі               | 2,5        | 96,7     |           |
| с. Оклі Гедь          | 2,1        | 97,7     | 0,2       |
| с. Нове Клинове       | 30,6       | 68,5     | 0,6       |
| с. Матійово           | 33,4       | 66,5     | 0,1       |
| с. Вербове            | 100,0      |          |           |
| с. Руська Долина      | 88,2       | 10,9     | 0,7       |
| с. Мала Копаня        | 99,0       | 0,2      | 0,8       |
| с. Новоселиця         | 99,4       | 0,1      | 0,5       |
| с. Нове Село          | 31,2       | 68,5     | 0,3       |
| с. Олешник            | 98,8       | 0,4      | 0,8       |
| с. Онок               | 99,6       |          | 0,4       |
| с. Перехрестя         | 24,7       | 74,2     | 1,1       |
| с. Карачин            | 16,5       | 83,3     | 0,3       |
| с. Пушкіно            | 97,1       | 1,8      | 0,8       |
| с. Пийтерфолво        | 3,5        | 96,1     | 0,3       |
| с. Тисобикень         | 2,1        | 97,7     | 0,2       |
| с. Форголань          | 2,6        | 97,2     | 0,1       |
| с. Підвиноградів      | 91,9       | 0,7      | 0,7       |
| с. Сасово             | 98,6       | 0,4      | 0,8       |
| с. Теково             | 72,6       | 26,7     | 0,6       |
| с. Гудя               | 50,8       | 48,0     | 1,2       |
| с. Фанчиково          | 62,3       | 37,1     | 0,7       |
| с. Притисянське       | 96,0       | 3,2      | 0,8       |
| с. Тросник            | 97,5       | 2,0      | 0,4       |
| с. Хижа               | 99,0       | 0,1      | 0,7       |
| с. Чепа               | 32,6       | 66,9     | 0,4       |
| с. Гетиня             | 97,6       | 1,7      | 0,5       |
| с. Затисівка          | 86,6       | 12,1     | 1,3       |
| с. Чорнотисів         | 66,8       | 32,8     | 0,4       |
| с. Холмовець          | 97,1       | 2,0      | 0,6       |
| с. Дюла               | 3,7        | 96,1     | 0,3       |
| с. Черна              | 99,2       | 0,2      | 0,5       |
| с. Шаланки            | 9,7        | 89,6     | 0,5       |
| с. Широке             | 99,7       |          | 0,3       |

Населення району становить 117 957 осіб (дані 2006 р.), у тому числі в міських населених пунктах проживають 36 869 осіб. Всього налічується 50 населених пунктів.

## Культура
Культурно-просвітницьку роботу ведуть 46 будинків культури і клубів та 49 бібліотек. В місті є філіал Закарпатського краєзнавчого музею, 9 сільських і шкільних краєзнавчих та етнографічних музеїв. В селі Петрове є колгоспна картинна галерея. Працює музична семирічка ім. Б. Бартока та 9 шкіл мистецтв.
Виноградівщина дуже багата на археологічні пам'ятки різних епох: кам'яної, мідної, бронзової і ранньозалізної. Найдавніша стоянка первісних людей в Україні відкрита археологами в селищі Королево в 1974 році під керівництвом В.Гладиліна. Ця стоянка (палеоліту) стародавньої кам'яної доби 500-12 тис.років до нашої ери. Дослідження її дає можливість простежити етапи заселення Східних Карпат первісними людьми, їх господарство і матеріальну культуру.
Цікавою для дослідників є Малокопанське городище 1 століття до н. е., розташоване на правому березі Тиси біля села Мала Копаня. Тут на площі 7000 м² розкопано 30 жител і 79 господарських та виробничих будівель. Знайдено 70 цілих посудин, знарядь праці (ковальські кліщі, пробійники, зубила, долота, серпи, коси, виноградарський ніж, зброю, прикраси із срібла, бронзи та скла).
Не менш відома і досліджена велика територія на Затисянщині, в басейні річки Батар в II—IV ст. н. е., яка займає територію від села Нове Клинове до сіл Черна і Хижа, — Дяківський металургійний район. Тут виявлено десятки робочих майданчиків із залишками виробництва заліза.
Археологічні знахідки різних епох виявлені і в інших місцях району, зокрема, в селах Вербовець, Петрове, Велика Паладь, Олешник та інших.
Є на території району немала кількість і пам'яток архітектури. До них слід віднести в першу чергу руїни замків XIII ст. Над містом Виноградів на виступі Чорної Гори стоїть замок Канків, який має чотирикутну форму. Це один із найстаріших замків Закарпаття, що стоїть на місці давнього слов'янського городища початку Х століття. Багато легенд пов'язано із замком Нялаб, що біля селища Королево, де бурхлива Тиса спускається з гір на широкі простори Дунайської рівнини.
Цінним пам'ятником храмового будівництва є Вознесенський собор у місті Виноградів, споруджений у XIII—XIV ст. в романо-готичному стилі. У деяких селах — Чорнотисів, Шаланки — збереглися менші готичні храми. У стилі бароко є в місті костел ордена францисканців із келіями XV ст. Оригінальним пам'ятником дерев'яної архітектури є Введенська церква і дзвіниця в селі Новоселиця, яка збудована без єдиного металічного цвяха. Кам'яна Михайлівська церква 1620 р. у селі Великі Ком'яти, Палац барона Перені у місті (барочний стиль XVII ст.).

## Наука та освіта
Розвинуто в районі дошкільну і шкільну мережу. Дошкільних закладів є 38. Є один дошкільний санаторний дитячий будинок «Берізка».
Загальноосвітніх державних шкіл є 55: І ст. — 6, І—ІІст. — 23, І—ІІІ ст. — 26. З них українською мовою навчання: Іст. — 2, І—ІІ ст. — 13, І—ІІІст. — 17. З угорською мовою навчання: Іст. — 2, І—ІІ ст. — 7, І—ІІІ ст. — 4. З українсько-угорською мовою навчання або двомовних шкіл: І ст. — 2, І—ІІ ст. — 3, І—ІІІст. — 4. З українсько-російською мовою навчання: І—ІІІ ст. — 1
У селі Пийтерфолво є недержавний ліцей, засновником якого є благодійний фонд реформатської церкви Закарпаття.
Є 4 навчально-виробничі комбінати, одна вечірня школа, Перехристянська спецшкола-інтернат, будинок учнівської молоді, еколого-натуралістичний центр учнівської молоді та дитячо-юнацька спортивна школа.
Крім загальноосвітніх шкіл у місті Виноградові працюють: вище професійне училище № 34, факультет підготовки молодших спеціалістів Мукачівського технологічного інституту, філіал Мукачівського кооперативного фінансово-комерційного технікуму та філіал Ужгородського державного інституту інформатики, економіки і права.

## Туризм і рекреація
Сьогоднішнє місто Виноградів, колись було відоме під назвою — Севлюш. З ХІІ ст., було центром Угочанського комітату (найменшого комітату на території Австро-Угорщини). Уперше ж згадується у 1262 році в королівській грамоті, яка надавала місту права самоврядування, можливість мати власний суд, млини, а також щочетверга та неділі проводити торги на центральній площі міста. Ця традиція збереглась і донині.
Найстарішою архітектурною пам'яткою міста є руїни замку «Канків» (XIV ст.).
Виноградів протягом багатьох століть належав угорським магнатам Перені. Найулюбленішим місцем проживання родини був палац, збудований у середині XVI ст., нині відомий як палац родини Перені. На фасаді будівлі досі зберігся елемент їх сімейного герба. Поруч будівлі парк, унікальність якого в наявності двох кругових доріжок для піших та кінних прогулянок.
Однією з найдревніших споруд Виноградова є римо-католицька церква, закладення якої датується XIII—XV ст. Поряд знаходиться монастир і костьол францисканців. Перші згадки про ці пам'ятки датуються 1616 роком. У 1747 р. монастир відновили в стилі бароко.
До нашого часу збереглися багато будівель зведених в кінці ХІХ — початку ХХ ст. (період Австро-Угорщини). Одна з найкращих споруд цього періоду є будівля Угочанського комітату (1898 р.) з оригінальною огорожею та двома першими в краї газовими світильниками.
Активно розвитку зазнало місто і за часів Чехословацької республіки (1919—1939). Зокрема центральні вулиці міста були вимощені бруківкою. Будівлі зведені в цей період виконані в стилі конструктивізм.
Для туристів організовується сплави річкою Тиса на байдарках, рафтах (плотах). Проводиться культурно-екскурсійні програми. В перспективі розвиток велосипедного, пішохідного та пригодницького туризму.
Рекреаційна сфера представлена 2 санаторними закладами: багатопрофільним санаторієм «Теплиця» та санаторієм «Орлине гніздо» м. Виноградів, де проходить оздоровлення з організацією туристично-екскурсійних заходів.

## Персоналії
Іван Зейкан (1670—1739 рр.) — культурний і політичний діяч, дипломат при дворі Петра I. Народився у селі Карачин. Про Зейкана високої думки були український письменник Ф.Прокопович та російські А.Кантамір, О.Сумароков, які хвалили його за «благочестие й умение».
Іван Фоґорашій-Бережанин (1786—1834 рр.) народився в селі Великі Ком'яти, історик, лінгвіст, церковний діяч. Його книги «Краткая история о Карпато-Росах», «Вообще о различии словянских наречий» — це перший опис закарпатських діалектів. В 1831 р. написав для молоді української національності «Молитвенник». Іван Фогорашій-Бережанин був патріотом свого рідного краю.
Андрій Попович (1809—1901 рр.) 45 років з 1856 до своєї смерті був священиком у селі Велика Копаня. Церковний письменник видав двотомну «Велику Біблію» і «Великий Церковний Сборник», куди увійшли всі богослужіння — утрені, вечірні, літургії на всі недільні й святкові дні.
У місті деякий час жили і працювали:
- Імре Ревес (1859—1945 рр.) — видатний угорський художник-реаліст. Його всесвітньо відомі картини «Петефі серед народу», «Вимагаємо хліба», «Дезертир», «Старики» та інші. Похований у місті. Йому встановлена надгробна плита з барельєфом. Його ім'я носить школа № 4 І—ІІІ ст.

- Бела Барток (1881—1945 рр.) — видатний угорський композитор. Зібрав і обробив більше 80 закарпатських українських пісень, в тому числі таку як «Горе чоловіка». Па будинку, де він жив, встановлено меморіальну дошку з барельєфом. Музична школа-семирічка і вулиця носять його ім'я.

- Юлій Васильович Боршош-Кум'ятський (1905—1978 рр.). Народився у селі Великі Ком'яти. Великий український письменник, твори якого переведено на багато мов народів світу. Найбільш відомі його збірки: «Країна див», «Христос в Карпатах», «На високій полонині», «Грай, трембіто» і багато інших.

- Михайло Дмитрович Попович (1908—1956 рр.). Народився в селі Великі Ком'яти. Письменник, публіцист. Найбільш відома його книга «Думы о Верховине».

Видатним діячам встановлені пам'ятники і меморіали. В місті є пам'ятники-погруддя Т. Г. Шевченку, Антону Макаренку, Жігмонду Перені, пам'ятник Богдану Хмельницькому. В селі Пушкіново погруддя О.С, Пушкіна. В селі Великі Ком'яти, де є колективне сільськогосподарське підприємство ім. Ватутіна, є погруддя цьому видатному полководцю, генералу Ватутіну.
В 1971 році на центральній площі міста на кошти громадян збудований меморіальний комплекс на честь розстріляних 17 червня 1944 року 17 підпільників Виноградівщини з групи «Закарпатці» Ференца Патокі та воїнам Червоної Армії, які загинули на території району в жовтні 1944 року.
У 2012 році Виноградівщина отримала свого представника у Верховній Раді України. Ним став уродженець Виноградова Іван Бушко.